# Нитрит кобальта(II)
Нитрит кобальта(II) — неорганическое соединение,
соль кобальта и азотистой кислоты с формулой Co(NO2)2,
кристаллы,
слабо растворяется в воде.

## Получение
- Обменная реакция:

{\displaystyle {\mathsf {Co(NO_{3})_{2}+2NaNO_{2}\ {\xrightarrow {}}\ Co(NO_{2})_{2}\downarrow +2NaNO_{3}}}}

## Физические свойства
Нитрит кобальта(II) образует кристаллы.
Слабо растворяется в воде.